# Principe azzurro cercasi
Principe azzurro cercasi (The Princess Diaries 2: Royal Engagement) è un film del 2004 diretto da Garry Marshall, seguito di Pretty Princess del 2001.

## Trama
Cinque anni dopo il primo film, Mia Thermopolis si laurea alla Woodrow Wilson School of International Affairs presso la l'Università di Princeton, tornando a Genovia. Lì, attende l'abdicazione della nonna, la regina Clarisse. Ballando con tutti gli scapoli idonei alla festa del suo 21° compleanno per trovare marito, incontra un giovane gentiluomo affascinante di nome Nicholas, e i due si attraggono a vicenda. Durante la serata, la tiara di Mia cade, catturata dal membro del Parlamento, il visconte Mabrey, che progetta segretamente di rubare la corona. Una volta che Mia si è sistemata nella sua suite a palazzo, si rende conto di avere due cameriere, Brigtta e Brigitte. Diventano le sue compagne per tutto il film.
Durante la sessione parlamentare del mattino seguente, Mia sente Mabrey rivelare che suo nipote, Lord Devereaux, sarà il prossimo erede maschio al trono. Per legge, Mia può essere regina solo se si sposa entro il mese. Clarisse invita Lord Devereaux a stare a palazzo e Mia è scioccata nello scoprire che è Nicholas. La sua migliore amica, Lilly Moscovitz, la sorprende con una visita. Insieme, esaminano i potenziali mariti. Alla fine, Mia sceglie Andrew Jacoby, duca di Kenilworth, e giorni dopo si fidanzano. Mabrey progetta di far sedurre Mia da Nicholas in modo che il fidanzamento fallisca. Joe, il capo della sicurezza della famiglia reale, cerca di convincere Clarisse a perseguire pubblicamente i loro sentimenti reciproci, poiché i suoi giorni da regina stanno per finire.
Mia deve cavalcare di lato per una cerimonia, ma è inesperta, quindi Clarisse fornisce una sella ancestrale con una gamba di legno, così sembra che lo stia facendo. Quando Mabrey spaventa il cavallo di Mia con un serpente di gomma, Joe strappa inavvertitamente la gamba di legno. Umiliata, Mia fugge alle scuderie, dove Nicholas non riesce a confortarla. A una festa in giardino, Mia e Nicholas litigano sulla sua relazione con Andrew. Mentre litigano, lui la bacia. All'inizio, lei ricambia il bacio, ma poi si allontana. Inseguendola, cadono in una fontana. Clarisse dice a Mia che il suo comportamento con Nicholas deve finire.
Alla parata del Giorno dell'Indipendenza di Genovia, vedendo alcuni ragazzi molestare una bambina, Mia interrompe bruscamente la parata per aiutarla. Scoprendo che la bambina, Carolina, e le altre sono orfane, fa dare a un venditore delle tiare a tutti e le lascia camminare con lei nella parata. Tutti sono impressionati, mentre Mabrey la vede come una manovra politica. Anche Nicholas è colpito dalla cura di Mia per Genovia e inizia a dubitare di prendere il trono. Mia in seguito dichiara la conversione di un palazzo reale in un centro temporaneo per bambini.
Alla festa in pigiama per l'addio al nubilato di Mia, partecipano principesse da tutto il mondo. Fanno surf sui materassi e cantano al karaoke. Nel frattempo, Nicholas cerca di impedire allo zio di inseguire il trono, poiché Mia sta andando bene come sovrana. Mabrey capisce che Nicholas si è innamorato di lei, ma crede che Mia non lo amerà mai. Mabrey lo incoraggia a inseguirla, rivelando in seguito alla sua scontrosa e maltrattata governante Gretchen che ha intenzione di lasciare che questo rovini le possibilità di Mia di diventare regina. Manipolando Nicholas, gli fa credere che fosse il desiderio del suo defunto padre che diventasse re. Nicholas aiuta Mia a colpire il bersaglio mentre si sta esercitando per i suoi riti di incoronazione. Le dice che se ne sta andando, ma chiede di vederla ancora una volta prima di andarsene. Lei rifiuta, poiché è sotto stretta sorveglianza.
Quella notte, Nicholas convince Mia fuori dalla finestra a sgattaiolare fuori. Vicino a un lago, si scambiano segreti, ballano e alla fine si addormentano. Si svegliano e trovano un uomo che li sta filmando. Mia pensa che Nicholas l'abbia incastrata, mentre lui insiste di non averne idea. Il filmato scandaloso viene già trasmesso prima che lei torni. Deluso, Andrew bacia Mia per vedere se c'è una scintilla romantica tra loro. Non c'è, ma non annullano il matrimonio per il bene di Genovia. Il matrimonio è il giorno dopo e la madre di Mia, Helen, arriva con il suo nuovo marito Patrick O'Connell e il loro figlio neonato di nome Trevor. Nicholas decide di non partecipare finché Gretchen non gli dice che Mabrey ha architettato lo scandalo televisivo.
Prima del matrimonio, Joe dice a Mia che Nicholas è innocente. Mentre cammina lungo la navata, si ferma all'improvviso e corre fuori dalla chiesa. Clarisse la segue e Mia dice che non vuole essere costretta a sposarsi. Clarisse la incoraggia a seguire il suo cuore, cosa che non ha mai fatto, costandole Joe, l'amore della sua vita. Tornata in chiesa, Mia fa notare a tutti che sua nonna nubile (vedova) ha governato Genovia per molti anni, chiedendo ai membri del Parlamento di riconsiderare la legge e chiedendo loro se avrebbero costretto le donne importanti della loro vita a sposarsi senza amore. Mabrey suggerisce di nuovo che suo nipote venga nominato re al suo posto, ma Nicholas appare, rifiutando la corona. Mia propone che la legge sui matrimoni reali venga abolita e il Parlamento acconsente all'unanimità. Clarisse fa la proposta a Joe e si sposano subito.
Una settimana dopo, Mia si sta preparando per la sua incoronazione quando arriva Nicholas. Dichiarando il suo amore in ginocchio, si baciano. Il giorno dopo, Clarisse abdica e Mia viene incoronata "Sua Maestà Amelia Mignonette Thermopolis Renaldi, Regina di "Genovia", con tutti i presenti a palazzo.
Un epilogo mostra che il Parlamento Genoviano ora ammette membri di sesso femminile, una delle quali è Charlotte (la dama di compagnia di Clarisse). In una scena finale, la regina Mia inaugura ufficialmente una nuova casa per bambini con Carolina.